# 查化·摩莫尼
查化·迪查布洛·摩莫尼（Jafar Djabouro Moumouni，1982年11月19日—），是多哥的足球運動員，司職後衛。
2008年9月30日正式加盟阿伯穆斯林。

## 連結
- national-football-teams.com （页面存档备份，存于）
- （页面存档备份，存于）